# George Werner
George Werner (Graßdorf, 3 agosto 1682 – Lipsia, 19 maggio 1758) è stato un architetto tedesco, il più importante capomastro del periodo tardo barocco e rococò di Lipsia tra il 1725 e il 1756.

## Biografia
L'architetto e capomastro, in seguito denominato "Knöffel di Lipsia", apprese il mestiere di muratore da Matthäus Röthig a Taucha, dove divenne operaio nel 1703 e maestro muratore a Lipsia nel 1723. Il suo primo lavoro indipendente a Lipsia fu la costruzione di un edificio laterale, nel 1723, in Hainstrasse 6. George conquistò la simpatia dei costruttori di Lipsia nel giro di pochi anni, perché dalla fine del 1720 fu in grado di estromettere il costruttore precedentemente preferito, Christian Döring, quando si aggiudicò i più grandi contratti di costruzione come Hohmanns Hof, Kochs Hof o Goldenen Bären
Dal 1746 al 1748 creò la torre della Johanniskirche, l'unico campanile barocco della città fieristica.
Dal 1740 George Werner, passo dopo passo, compì la transizione dal barocco al rococò a Lipsia. Con i maestri costruttori Johann Gregor Fuchs, Christian Döring e Friedrich Seltendorff, progettò Katharinenstraße con edifici del XVIII secolo, ben oltre i confini del famoso viale di Lipsia. I suoi edifici, costruiti a partire dal 1740, come la Bürgerhaus a Katharinenstraße 19 o la Becksche House - conosciuta anche come Vecchio Monastero - in Klostergasse 5, sono tra gli edifici più eleganti del rococò di Lipsia.
Inoltre, non si può escludere che Werner sia stato coinvolto nella costruzione del Gohliser Schlösschen (1755–1756).
George Werner era sposato con Johanne Magdalena Hasert. Dal matrimonio nacquero un figlio e due figlie, una delle quali sposò il maestro muratore Christian Hornice, importante per la storia edilizia di Lipsia e che lavorò con il suocero in alcuni progetti. Nel 1743 Werner acquistò una casa in Gerberstrasse 30 per 3.100 talleri, che venne chiamata il Cigno bianco, ma non è sopravvissuta. Alla sua morte lasciò una piccola biblioteca, il cui valore era stimato a 32 talleri e 32 groschen nella quale predominavano libri dal contenuto religioso, comprese varie edizioni della Bibbia, ma solo tre libri sull'architettura antica erano presenti nella sua biblioteca.

## Opere (selezione)
Nota: tutti gli edifici senza informazioni sulla posizione sono stati costruiti a Lipsia.
- Costruzione di un edificio laterale in Hainstrasse 6 (1723)
- Costruzione di Hohmanns Hof, Petersstrasse 15 (1728-1731, distrutto durante la seconda guerra mondiale)
- Costruzione della casa padronale a Großdeuben, (1730 circa)[2]
- Costruzione della nuova Thomasschule (1731-1732, demolita 1901-1902) [3]
- Edificio Goldenen Bären,  Universitätsstrasse 11 (1735–1737, distrutto durante la seconda guerra mondiale) [4]
- Costruzione del centro comunitario a Markt 13 (1733, non conservato)
- Costruzione della casa estiva a Hohmanns Garten di fronte all'Hallescher Tor (1733, non conservata)
- Costruzione di Kochs Hof, Markt 3 (1735-1738, distrutto durante la seconda guerra mondiale) [5]
- Costruzione del centro comunitario in Hainstrasse 13 (1746)
- Costruzione del campanile barocco della chiesa di San Giovanni (1746-1748, fatto saltare in aria nel 1963 dopo essere stato danneggiato nella seconda guerra mondiale)
- Costruzione di una cappella nella cripta sul vecchio Johannisfriedhof (1746-1748)
- Costruzione dell'edificio sul retro del Barthels Hof (1747–1750, conversione e ampliamento 1870–1871)
- Costruzione del centro comunitario in Katharinenstrasse 19 (1748-1749)
- Costruzione del centro comunitario Zum Grönländer, Petersstrasse 24 (1749–1751)[6]
- Costruzione della casa Beck (vecchio monastero), Klostergasse 5 (1753–1755, insieme al falegname Johann Leopold Müller)[7]
- non certo: collaborazione alla costruzione del Palazzo Gohlis (1755–1756)